# Paniceae
Paniceae R. Br., 1814 è una tribù di piante angiosperme monocotiledoni appartenente alla famiglia delle Poacee (o Gramineae, nom. cons.), sottofamiglia Panicoideae.

## Etimologia
Il nome della tribù deriva dal genere tipo Panicum L., 1753. Panicum in epoca romana era il nome volgare del cereale usato per fare il pane.
Il nome scientifico della tribù è stato definito dal botanico britannico Robert Brown (Montrose, 21 dicembre 1773 – Londra, 10 giugno 1858) nella pubblicazione "Voyage to Terra Australis" (Voy. Terra Austral. 2: 582. 19 Jul 1814) del 1814.

## Descrizione

### Portamento
Il portamento delle specie di questo gruppo in genere è cespitoso, rizomatoso o stolonifero con cicli biologici annuali o perenni, a volte con abitudini acquatiche. I culmi sono eretti o genicolato-ascendenti o decombenti. I nodi inferiori possono essere radicanti. Alcune specie della sottotribù Melinidinae formano dei tappeti o cuscini.

### Foglie
Le foglie lungo il culmo sono disposte in modo alterno, sono distiche e si originano dai vari nodi. Sono composte da una guaina, una ligula e una lamina. Le venature sono parallelinervie. Possono essere presenti dei pseudopiccioli. Sono presenti delle foglie basali o cauline.
- Guaina: la guaina è abbracciante il fusto. Il parenchima delle guaine, nelle specie acquatiche, è aerifero (o aerenchima).
- Ligula: le ligule sono membranose; la membrana delle ligule è sfrangiata (o cigliata) oppure termina con una frangia di peli.
- Lamina: la lamina ha delle forme da lineari o filiformi a lanceolate o ovate e in genere sono piatte. In alcune specie le foglie basali sono larghe e cordate e formano una rosetta invernale (in queste specie è presente un certo dimorfismo fogliare). In alcune specie le foglie più alte, con forme lanceolate, racchiudono l'infiorescenza.

### Fiori

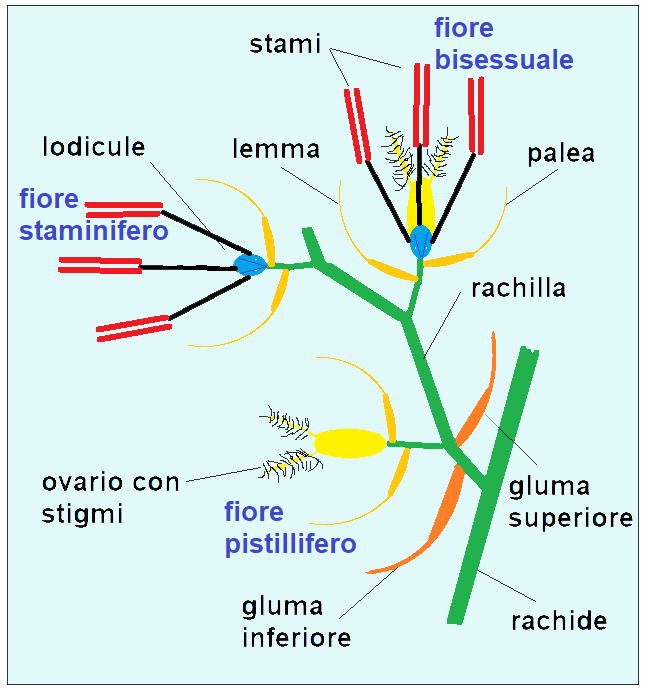
Spighetta generica con tre fiori diversi

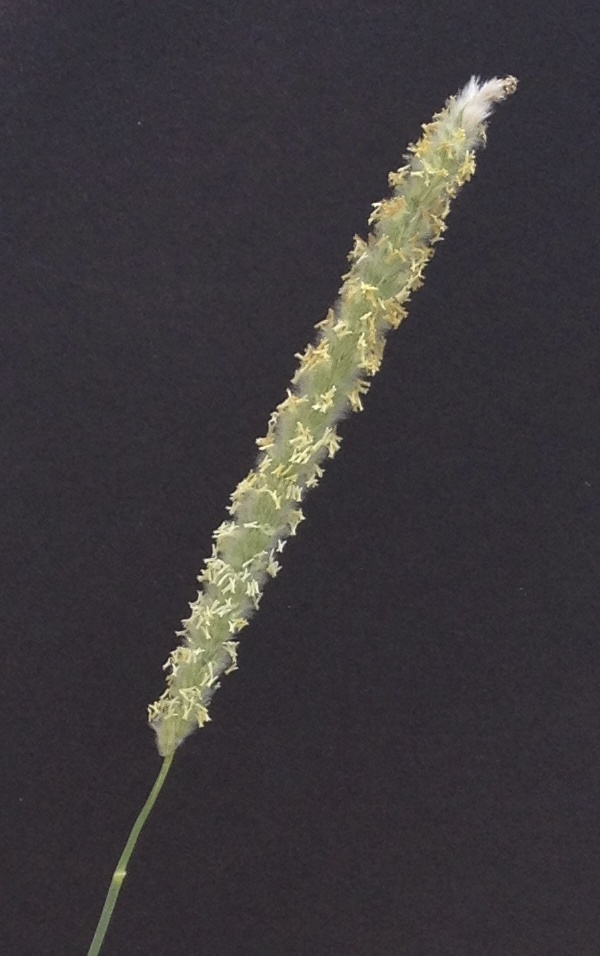
Infiorescenza
Anthephora pubescens (Anthephorinae)

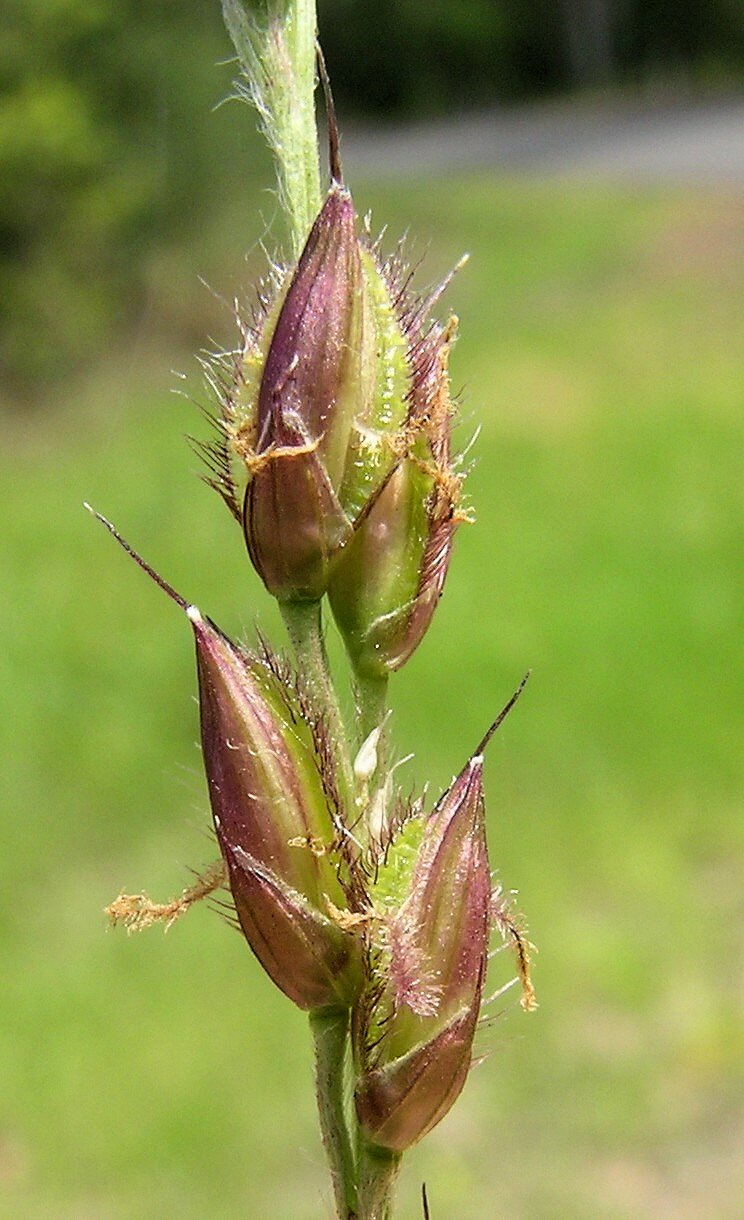
I fiori
Alloteropsis semialata (Boivinellinae)

- Infiorescenza principale (sinfiorescenza o semplicemente spiga): le infiorescenze, composte da una pannocchia terminale aperta, sono formate da alcune spighette (a volte le spighette si presentano accoppiate). Le infiorescenze in genere non sono ramificate (o con rami primari non ramificati, o rami primari ramificati formanti rami di ordine superiore). In alcuni casi delle spighette sterili o rigide (modificate) simili a brattee involucrali circondano le spighette fertili. In altri casi i rami larghi (alati) simili a foglie racchiudono le spighette. Sono presenti delle spighette cleistogame.
- Infiorescenza secondaria (o spighetta): le spighette, con forme lanceolate in genere solitarie e compresse dorsoventralmente, sottese da due brattee distiche e strettamente sovrapposte chiamate glume (inferiore e superiore), sono formate da un fiore sterile (o staminato) basale e uno fertile (o pistillato), senza estensione della rachilla. Oppure possono essere presenti più fiori sterili; in questo caso sono in posizione distale rispetto a quelli fertili. Alla base di ogni fiore sono presenti due brattee: la palea e il lemma. La disarticolazione avviene con la rottura della rachilla sopra o sotto le glume. 
  - Glume: le glume in genere sono lanceolate a consistenza membranosa o fogliacea o cartacea; la forma è ovata o oblunga con apice ottuso o acuto. Quelle superiori possiedono da 7 a 13 venature. Le glume possono essere dimorfiche.
  - Palea: la palea, eventualmente carenata (o bicarenata), è membranosa (o cartilaginea) con o senza barbe; la consistenza è coriacea. All'apice sono presenti delle papille composte. La palea può anche mancare (quella inferiore).
  - Lemma: il lemma è membranoso (o coriaceo, specialmente i lemmi superiori) con o senza barbe; l'apice varia da mutico a aristato; in alcune specie l'apice è crestato. A volte i margini sono nascosti dalla palea. I lemmi inferiori possono essere alati e alcuni terminano in modo trilobato. Le venature sono da 7 a 13.

I fiori fertili sono attinomorfi formati da 3 verticilli: perianzio ridotto, androceo  e gineceo. 
- Formula fiorale:[6]

*, P 2, A (1-)3(-6), G (2–3) supero, cariosside.
- Il perianzio è ridotto e formato da due lodicule, delle squame traslucide, poco visibili (forse relitto di un verticillo di 3 sepali). Le lodicule hanno una consistenza carnosa.
- L'androceo è composto da 3 stami ognuno con un breve filamento libero, una antera sagittata e due teche. Le antere sono basifisse con deiscenza laterale. Il polline è monoporato.
- Il gineceo è composto da 3-(2) carpelli connati formanti un ovario supero. L'ovario, glabro, ha un solo loculo con un solo ovulo subapicale (o quasi basale). L'ovulo è anfitropo e semianatropo e tenuinucellato o crassinucellato. Lo stilo, breve, è unico con due stigmi in genere piumosi.

### Frutti
I frutti sono del tipo cariosside, ossia sono dei piccoli chicchi indeiscenti, con forme ellittiche e compresse dorsalmente, nei quali il pericarpo è formato da una sottile parete che circonda il singolo seme. In particolare il pericarpo è fuso al seme ed è aderente. L'endocarpo non è indurito e l'ilo è puntiforme. L'embrione è provvisto quasi sempre di epiblasto ha un solo cotiledone (allungato) altamente modificato (scutello con fessura) in posizione laterale. I margini embrionali della foglia si sovrappongono.

## Biologia
Come gran parte delle Poaceae, le specie di questo genere si riproducono per impollinazione anemogama. Gli stigmi più o meno piumosi sono una caratteristica importante per catturare meglio il polline aereo. La dispersione dei semi avviene inizialmente a opera del vento (dispersione anemocora) e una volta giunti a terra grazie all'azione di insetti come le formiche (mirmecoria).

## Distribuzione e habitat
| Sottotribù      | Distribuzione e habitat                                        | Numeri cromosomici                            |
| --------------- | -------------------------------------------------------------- | --------------------------------------------- |
| Anthephorinae   | Cosmopolita (soprattutto Africa)                               | 2n = 18, 30, 36, 45, 54, 60, 70, 72, 76 e 108 |
| Boivinellinae   | Cosmopolita                                                    | 2n = 18, 36, 54, 72 e 90                      |
| Cenchrinae      | Cosmopolita                                                    | 2n = 14,18,22,34,35,36,40,44,45,52,54 e 68    |
| Cleistochloinae | Nuova Guinea e Australia                                       | ?                                             |
| Dichantheliinae | Africa (centrale e meridionale) e America (nord, centro e sud) | 2n = 18 e 36                                  |
| Melinidinae     | Cosmopolita                                                    | 2n = 18, 26, 36, 54 e 72                      |
| Neurachninae    | Australia, Filippine, Nuova Caledonia                          | 2n = 18, 36 e 54                              |
| Panicinae       | Pan-tropicale                                                  | 2n = 18, 36, 30, 54, 72 e 90                  |

## Tassonomia
La famiglia delle Poacee comprende circa 800 generi e oltre 9.000 specie. È una delle famiglie più numerose e più importanti del gruppo delle monocotiledoni. La famiglia è suddivisa in 12 sottofamiglie, la tribù Paniceae fa parte della sottofamiglia Panicoideae.

### Sottotribù
La tribù si compone di 8 sottotribù, 88 generi e oltre 1300 specie:
- Sottotribù Anthephorinae Benth.
  - Anthephora Schreb.
  - Chaetopoa C.E.Hubb.
  - Chlorocalymma Clayton
  - Digitaria Haller
  - Taeniorhachis Cope
  - Tarigidia Stent
  - Thyridachne C.E.Hubb.
  - Trachys Pers.

- Sottotribù Boivinellinae Pilg.
  - Acritochaete Pilg.
  - Acroceras Stapf
  - Alloteropsis J.Presl
  - Amphicarpum Kunth
  - Chasechloa A.Camus
  - Cyphochlaena Hack.
  - Cyrtococcum Stapf
  - Echinochloa P.Beauv.
  - Entolasia Stapf
  - Lasiacis (Griseb.) Hitchc.

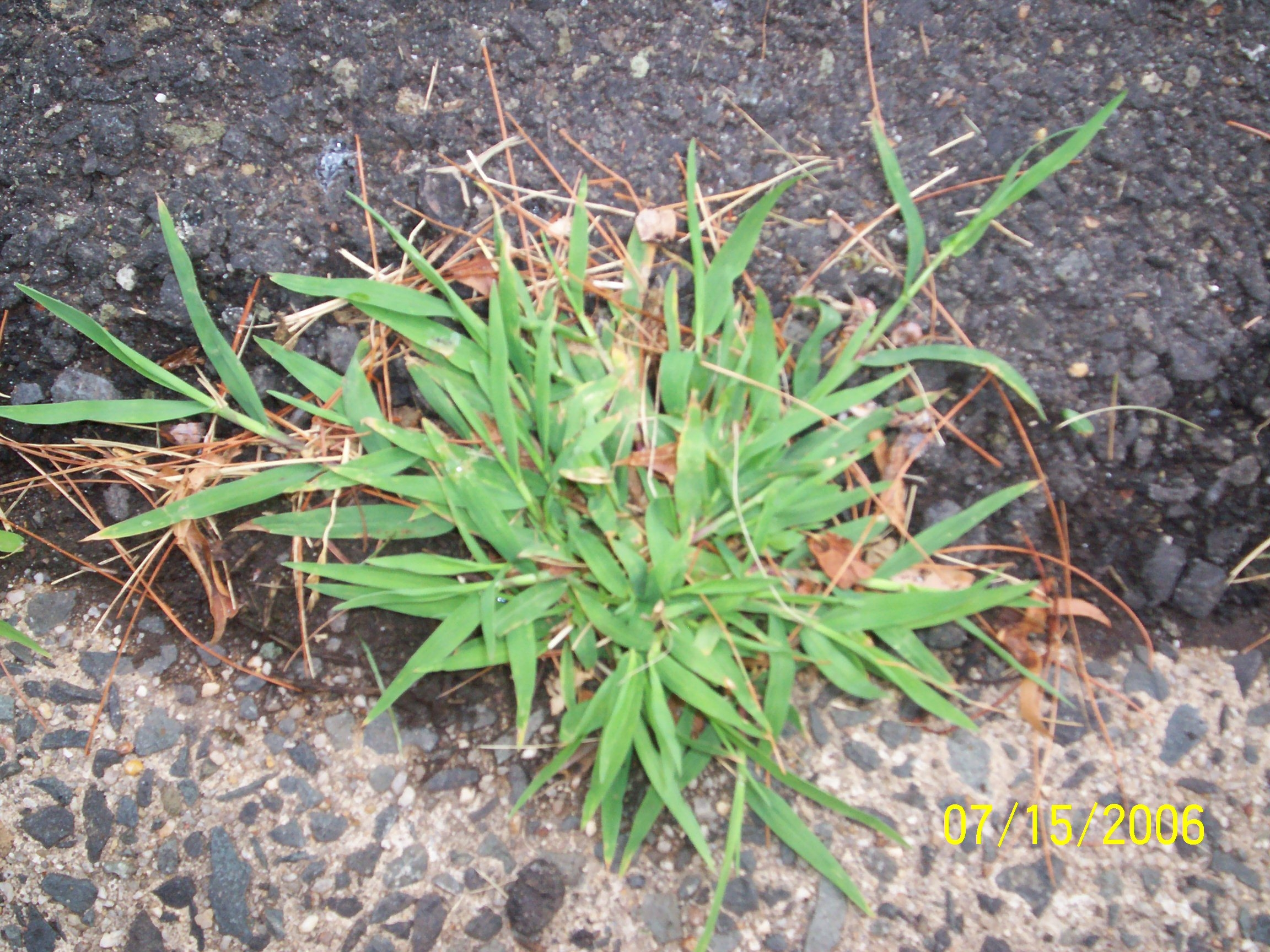
Digitaria sanguinalis
Anthephorinae

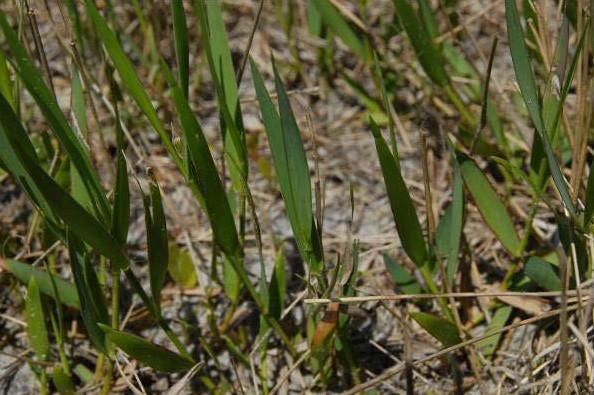
Amphicarpum muehlenbergianum
Boivinellinae

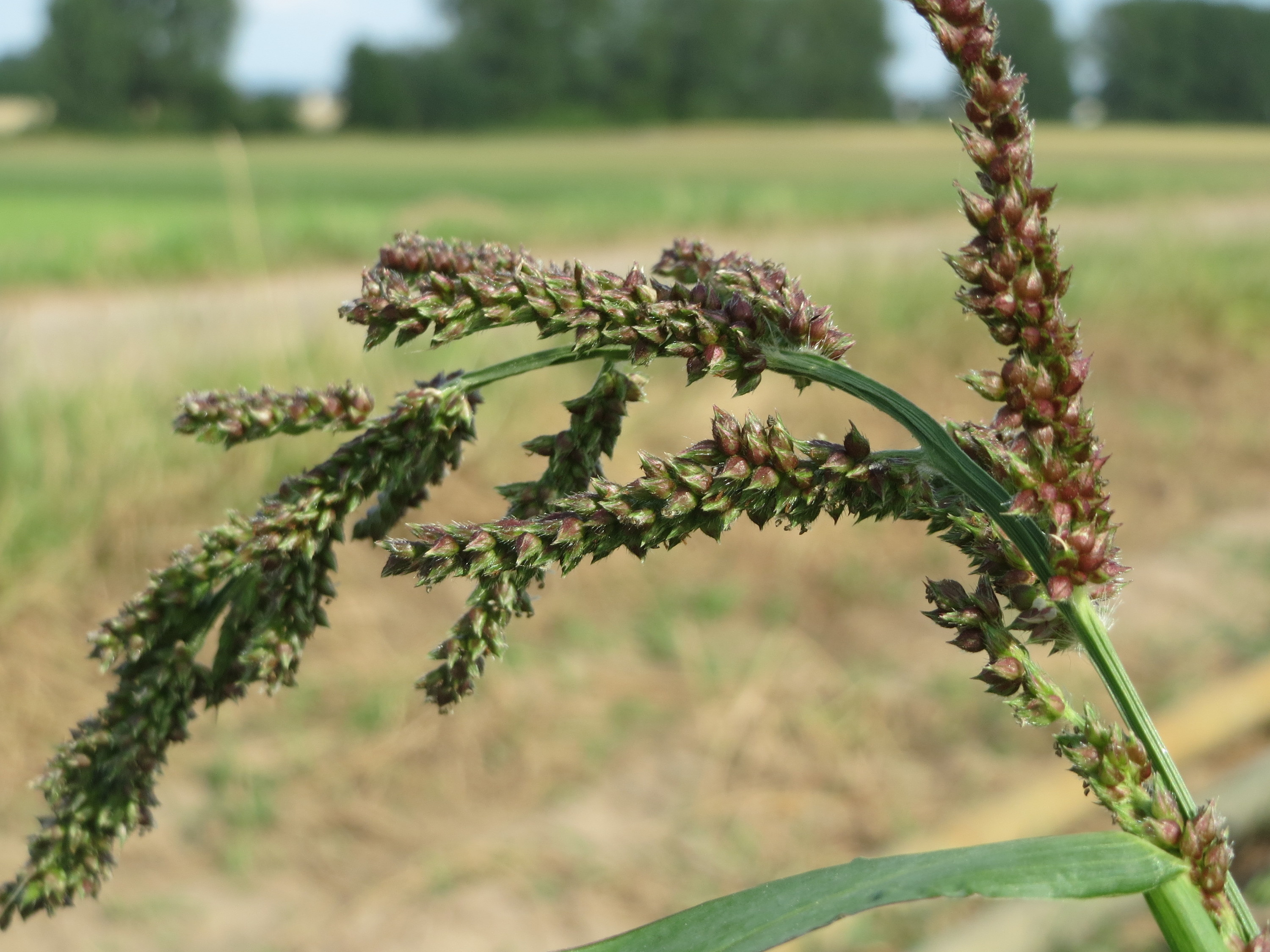
Echinochloa crus-galli
Boivinellinae

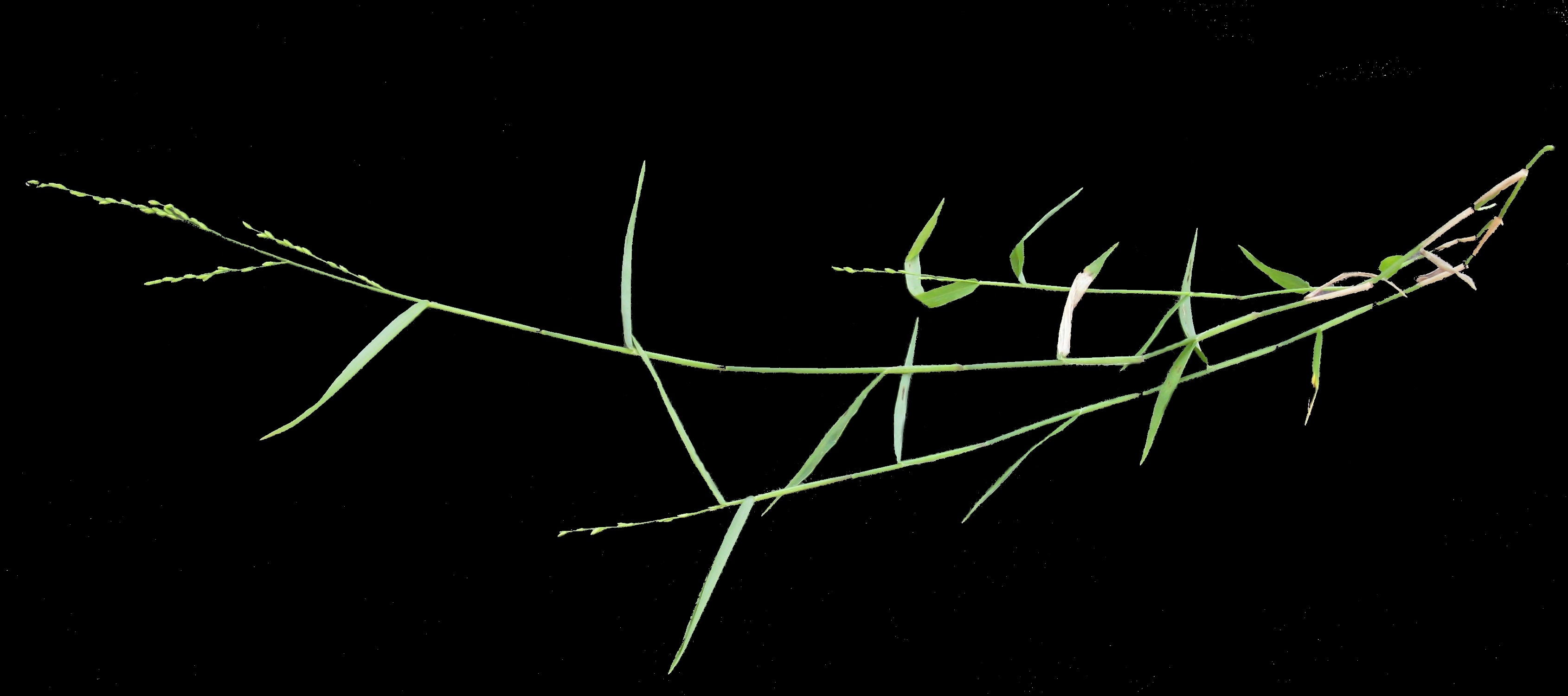
Ottochloa gracillima
Boivinellinae

  - Mayariochloa Salariato, Morrone & Zuloaga
  - Microcalamus Franch.
  - Morronea Zuloaga & Scataglini
  - Oplismenus P.Beauv.
  - Ottochloa Dandy
  - Parodiophyllochloa Zuloaga & Morrone
  - Poecilostachys Hack.
  - Pseudechinolaena Stapf
  - Pseudolasiacis (A.Camus) A.Camus
  - Stolonochloa E.J.Thomps.

- Sottotribù Cenchrinae Dumort.
  - Alexfloydia B.K.Simon
  - Cenchrus L.
  - Chamaeraphis R.Br.
  - Dissochondrus (Hillebr.) Kuntze
  - Holcolemma Stapf & C.E.Hubb.
  - Hygrochloa Lazarides
  - Ixophorus Schltdl.
  - Janochloa Zuloaga & Delfini
  - Paractaenum P.Beauv.
  - Paratheria Griseb.
  - Plagiosetum Benth.
  - Pseudoraphis Griff. ex Pilg.
  - Setaria P.Beauv.
  - Setariopsis Scribn. ex Millsp.
  - Snowdenia C.E.Hubb.
  - Spinifex L.
  - Stenotaphrum Trin.
  - Stereochlaena Hack.
  - Streptolophus Hughes
  - Uranthoecium Stapf
  - Whiteochloa C.E.Hubb.
  - Xerochloa R.Br.
  - Zuloagaea Bess
  - Zygochloa S.T.Blake

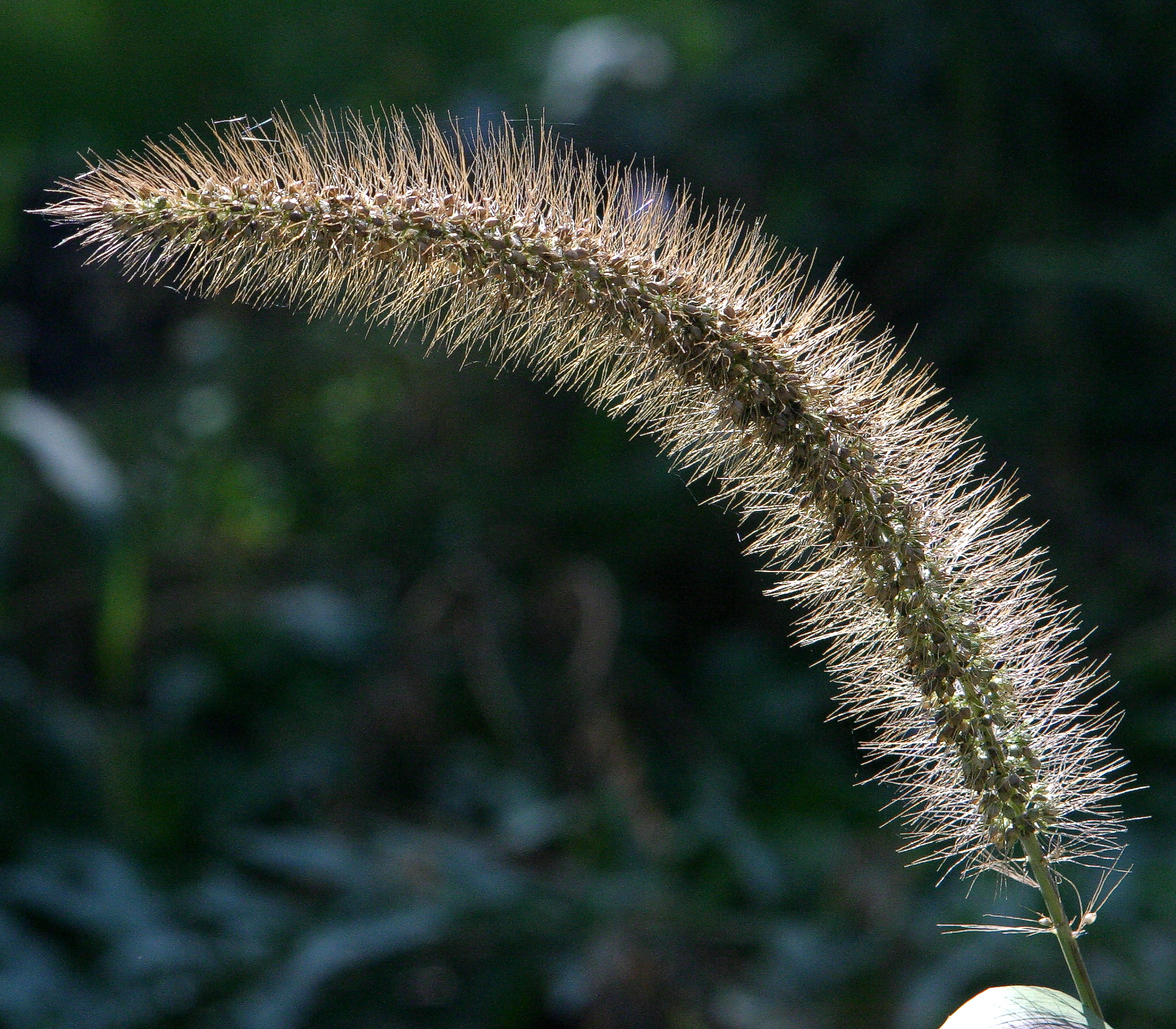
Cenchrus setaceus
Cenchrinae

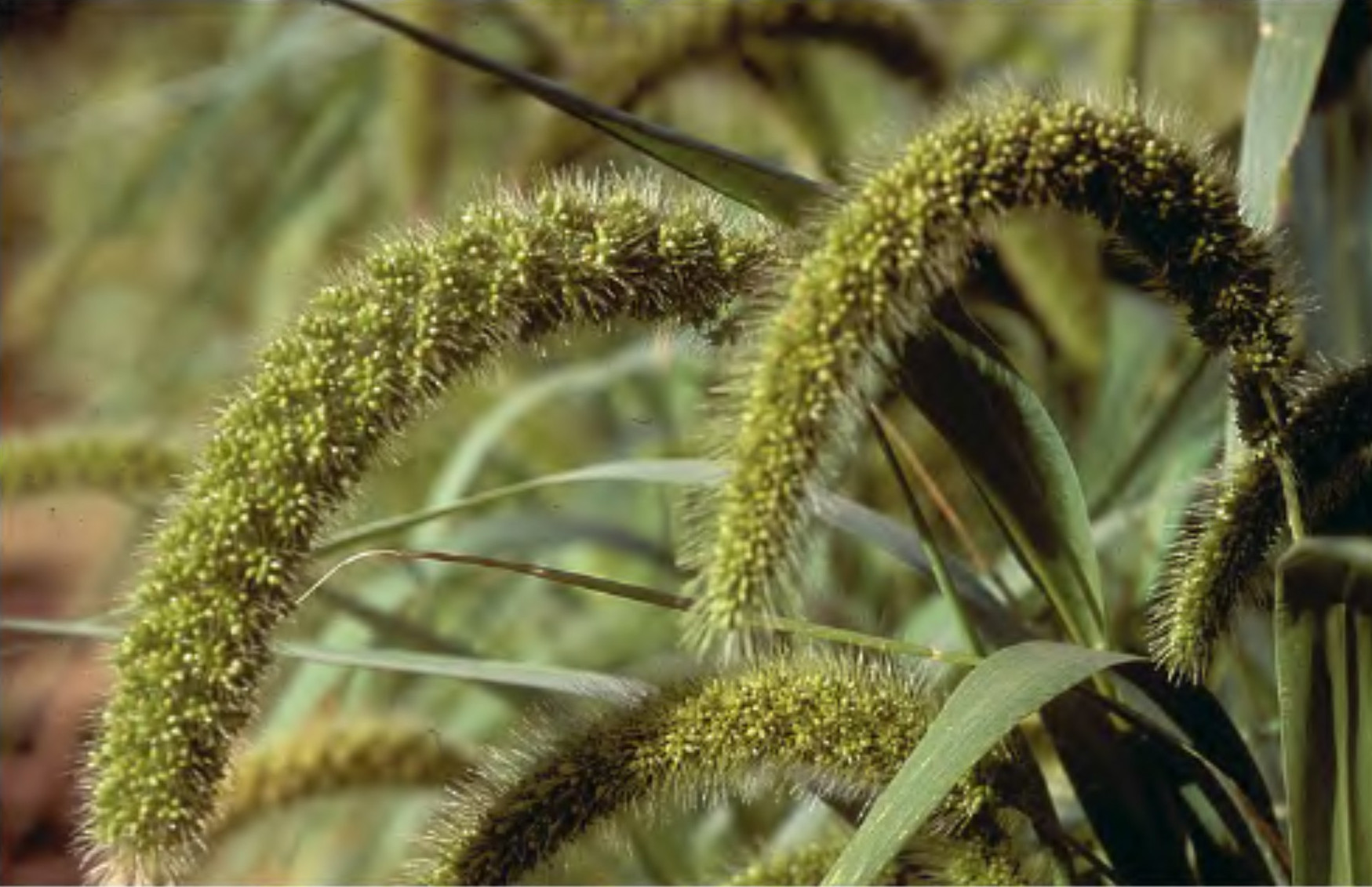
Setaria italica
Cenchrinae

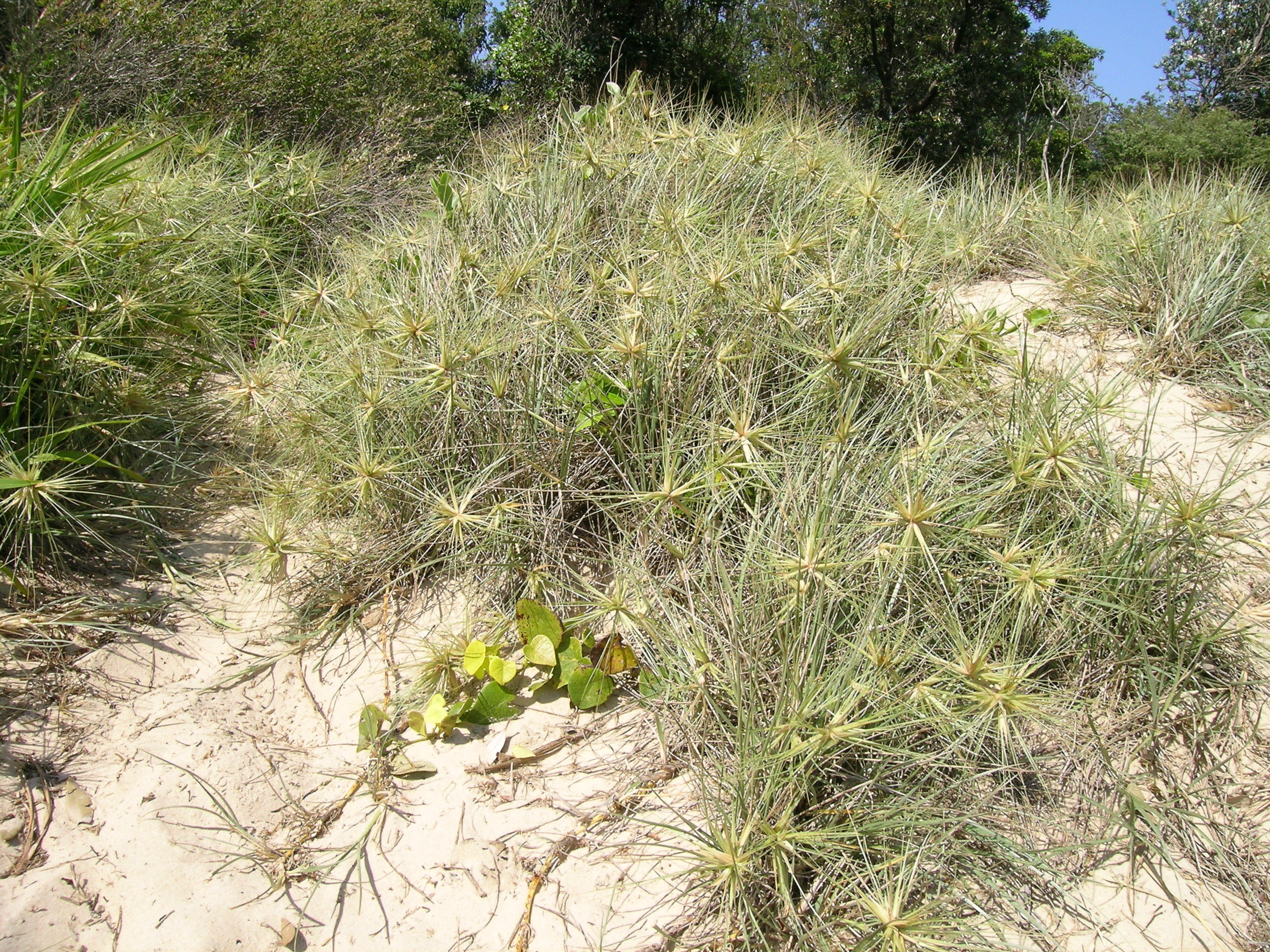
Spinifex sericeus
Cenchrinae

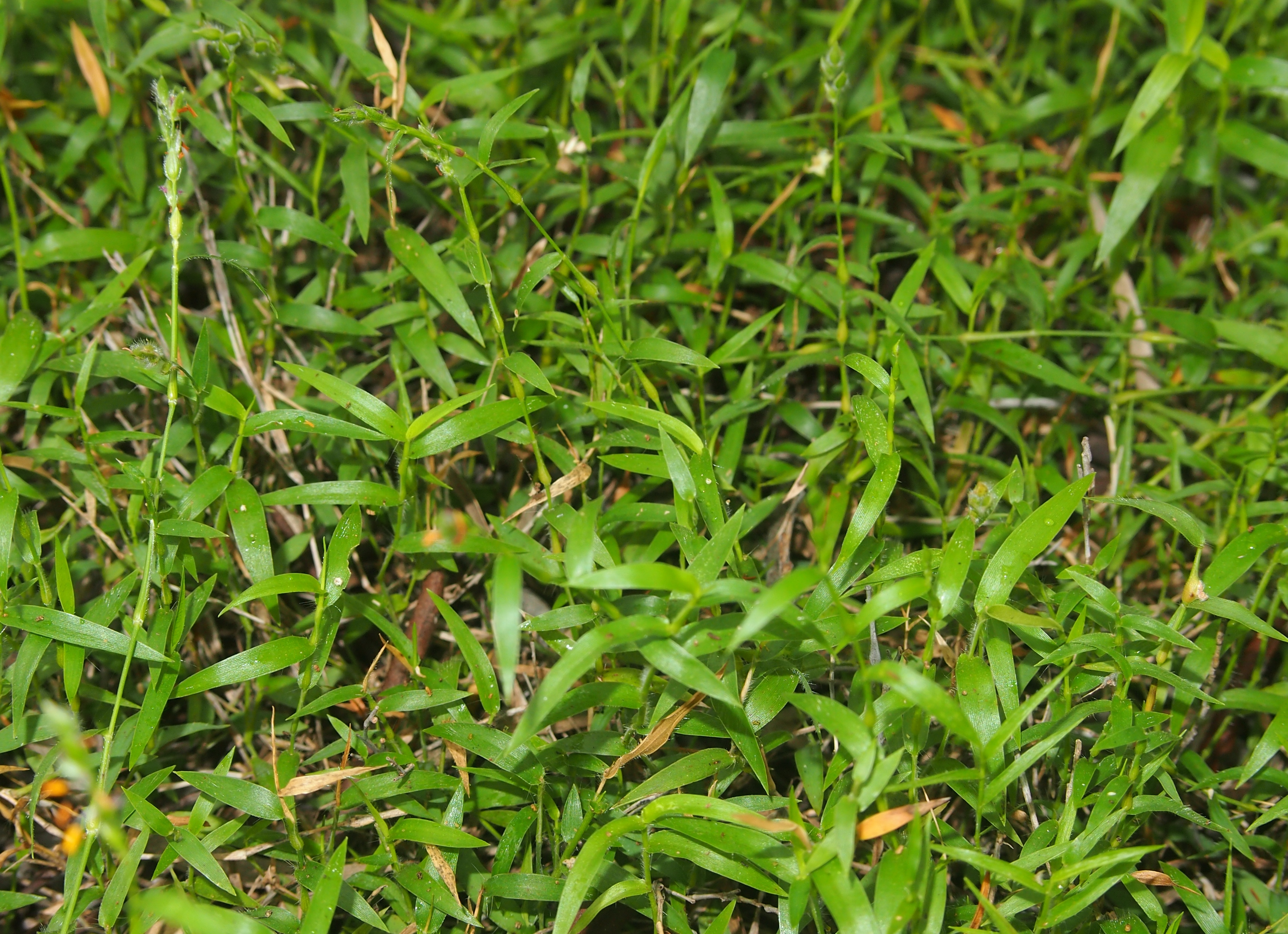
Calyptochloa gracillima
Cleistochloinae

- Sottotribù Cleistochloinae E.J.Thomps.
  - Calyptochloa C.E.Hubb.
  - Cleistochloa C.E.Hubb.
  - Cryptachne E.J.Thomps.
  - Dimorphochloa S.T.Blake
  - Simonachne E.J.Thomps.
- Sottotribù Dichantheliinae Zuloaga
  - Adenochloa Zuloaga
  - Dichanthelium (Hitchc. & Chase) Gould

- Sottotribù Melinidinae Pilg.
  - Batochloa Salariato & Zuloaga
  - Chaetium Nees
  - Eccoptocarpha Launert
  - Eriochloa Kunth

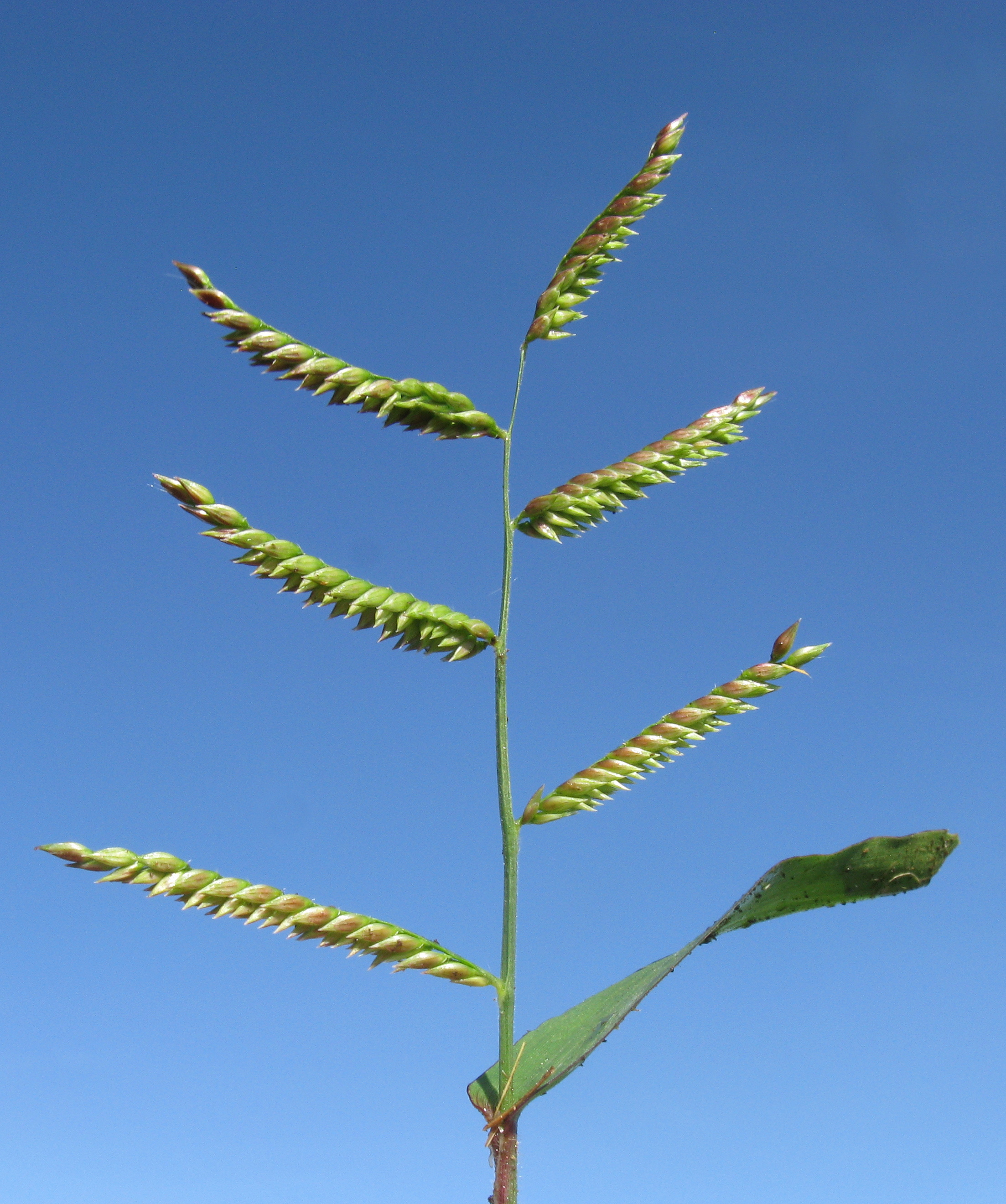
Urochloa mosambicensis
Melinidinae

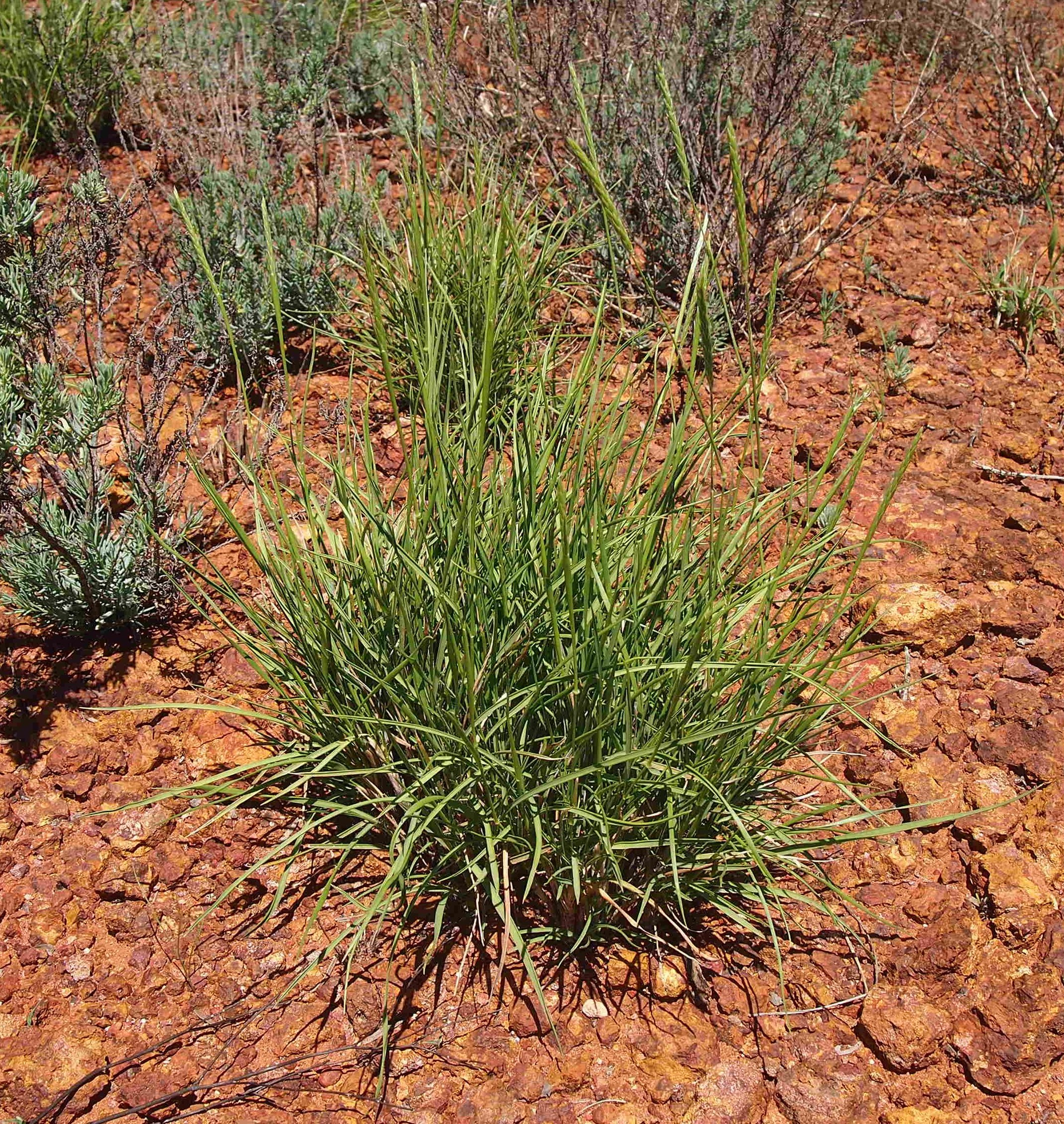
Neurachne munroi
Neurachninae

  - Megathyrsus (Pilg.) B.K.Simon & S.W.L.Jacobs
  - Melinis P.Beauv.
  - Moorochloa Veldkamp
  - Rupichloa Salariato & Morrone
  - Scutachne Hitchc. & Chase
  - Thuarea Pers.
  - Tricholaena Schrad.
  - Urochloa P.Beauv.
  - Yvesia A.Camus
- Sottotribù Neurachninae Clayton & Renvoize
  - Ancistrachne  S.T.Blake
  - Neurachne R.Br.
  - Thyridolepis S.T.Blake
- Sottotribù Panicinae Fr.
  - Cnidochloa Zuloaga
  - Louisiella C.E.Hubb. & J.Léonard
  - Panicum L.
- Paniceae incertae sedis
  - Homopholis C.E.Hubb.
  - Hydrothauma C.E.Hubb.
  - Hylebates Chippind.
  - Kellochloa Lizarazu, Nicola & Scataglini
  - Oryzidium C.E.Hubbard & Schweick.
  - Sacciolepis Nash
  - Thedachloa S.W.L.Jacobs
  - Trichanthecium Zuloaga & Morrone
  - Walwhalleya Wills & J.J.Bruhl

### Generi della flora spontanea italiana

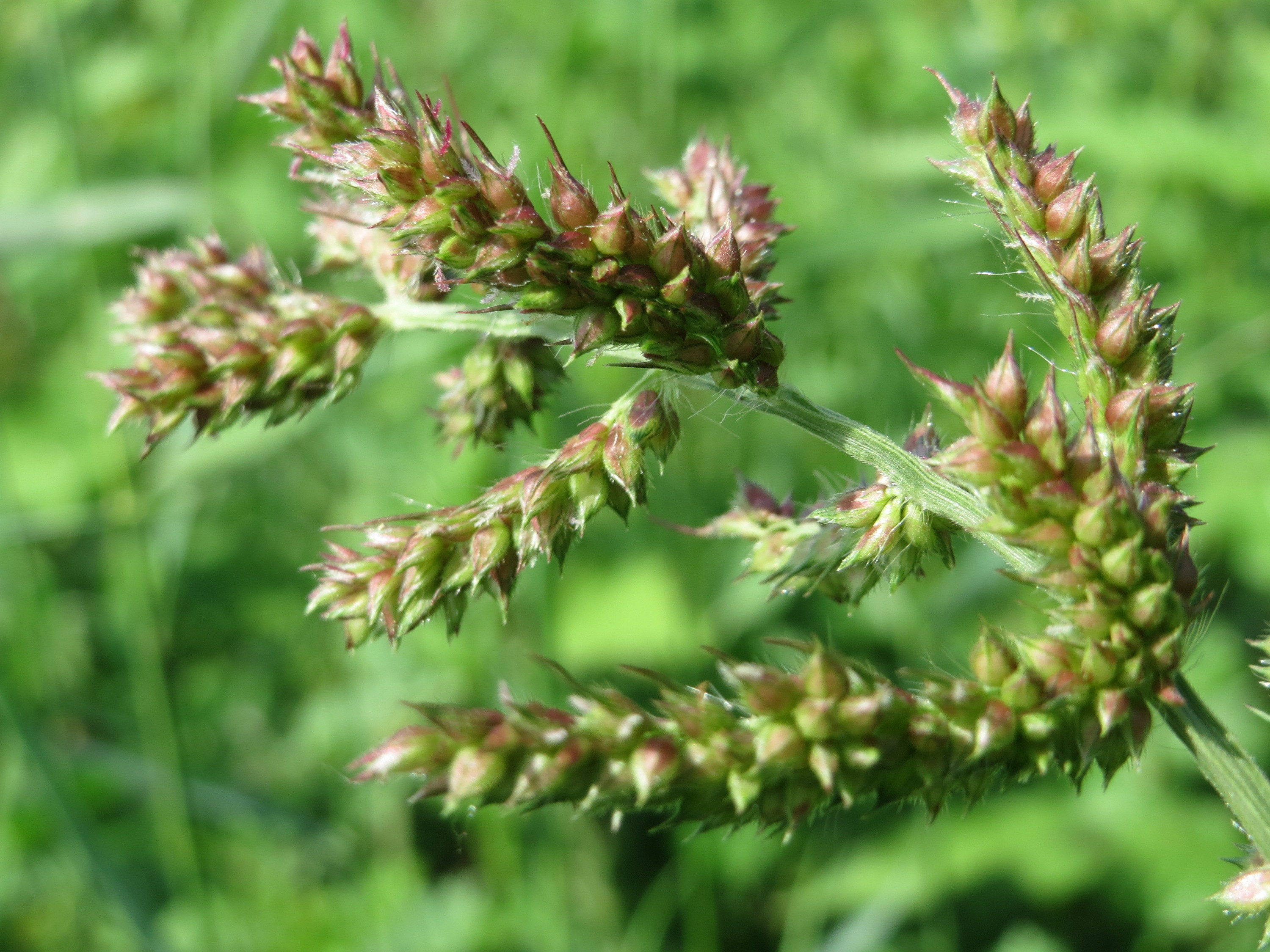
Echinochloa crus-galli
Boivinellinae

Nella flora spontanea italiana per questa tribù sono presenti i seguenti generi e specie:
- Anthephorinae:

il genere Digitaria con quattro specie.
- Boivinellinae:

il genere Echinochloa con sei specie;
il genere Oplismenus con una specie (Oplismenus undulatisfolius).
- Cenchrinae:

il genere Cenchrus con tre specie (tutte "esotiche naturalizzate");
il genere Setaria con sei specie.
- Melinidinae:

il genere Tricholaena con una specie (Tricholaena teneriffae).
- Panicinae:

il genere Panicum con sei specie.

### Filogenesi
All'interno della famiglia Poaceae la sottofamiglia Panicoideae appartiene al clade "PACMAD" (formato dalle sottofamiglie Aristidoideae, Arundinoideae, Micrairoideae, Danthonioideae, Chloridoideae e Panicoideae). Questo clade con il clade BEP (formato dalle sottofamiglie Ehrhartoideae, Bambusoideae e Pooideae) forma un "gruppo fratello" (il clade BEP a volte è chiamato clade "BOP" in quanto la sottofamiglia Ehrhartoideae a volte è chiamata Oryzoideae). La sottofamiglia di questa voce, nell'ambito del clade "PACMAD", a parte la sottofamiglia Aristidoideae in posizione "basale", forma un "gruppo fratello" con il resto delle sottofamiglie del clade.
Il clade "PACMAD" è un gruppo fortemente supportato fin dalle prime analisi filogenetiche di tipo molecolare. Questo gruppo non ha evidenti sinapomorfie morfologiche con l'unica eccezione dell'internodo mesocotiledone allungato dell'embrione. Questo clade inoltre è caratterizzato, nella maggior parte delle piante, dal ciclo fotosintetico di tipo C4 (ma anche a volte tipo C3 in quanto ancestralmente era C3).
La tribù Paniceae fa parte del secondo gruppo di tribù che si sono differenziate nell'ambito della sottofamiglia e in questo gruppo fa parte della supertribù "Panicodae"  L. Liu, 1980. Questo gruppo è anche definito "clade PCK" (o "PEP-CK") in quanto include (più o meno) tutte le "paniceae" con ciclo fotosintetico del tipo C4. Per questa tribù non esiste un evidente carattere morfologico che unisce i membri del gruppo; inoltre le relazioni all'interno del gruppo non sono ancora completamente risolte. La tribù comprende un'enorme diversità morfologica, citologica e fisiologica ed è rappresentata da diversi tipi di infiorescenza, diversi numeri cromosomici di base e almeno quattro principali percorsi fotosintetici.
In particolare:
- Anthephorinae: questa sottotribù, chiaramente monofiletica, occupa una posizione "basale", quindi è "gruppo fratello" a tutto il resto della tribù. Le specie di questa sottotribù sono caratterizzate da alcune setole o brattee che circondano, similmente a un involucro, i fiori bisessuali. Queste brattee involucrali sono probabilmente derivate dalla glume inferiore o da spighette sterili.
- Boivinellinae: questa sottotribù è definita anche come "clade della foresta ombra" e occupa una posizione come "gruppo fratello" alla sottotribù Dichantheliinae.
- Cenchrinae: all'interno della tribù occupa una posizione centrale e insieme alle sottotribù Melinidinae e Panicinae forma un "gruppo fratello". Sulla base di analisi molecolari il gruppo dei generi di questa sottotribù formano un clade ("clade delle setole"/Bristle clade) ben supportato, e formano il subclade definito "NAD–ME" (con una "via" fotosintetica di tipo tipo C4 con guaina a fascio singolo). La caratteristica più evidente di questa sottotribù è la presenza delle setole nell'infiorescenza. La posizione e l'abbondanza delle setole è variabile: possono essere solitarie e presenti solo all'estremità dei rami, oppure numerose e associate ad ogni spighetta, oppure solitarie e associate solo a poche spighette dell'infiorescenza.[18]
- Dichantheliinae: la sottotribù occupa una posizione di "gruppo fratello" con la sottotribù Boivinellinae. Nelle specie di questa sottotribù il ciclo fotosintetico è del tipo C3).[2]
- Melinidinae: la sottotribù occupa una posizione centrale (il "core") insieme alla sottotribù Panicinae (formano un "gruppo fratello"). La sottotribù, è monofiletica anche se alcuni limiti non sono ancora chiari.
- Neurachninae: la sottotribù occupa, da un punto di vista filogenetico, una posizione centrale ed è caratterizzata dall'avere infiorescenze con rami secondari ridotti e spighette disposte abassialmente.
- Panicinae: questa sottotribù all'interno della tribù occupa, da un punto di vista filogenetico, una posizione centrale (il "core") e insieme alla sottotribù Melinidinae formano un "gruppo fratello". La sottotribù, è monofiletica ed è caratterizzata dall'avere il ciclo fotosintetico del tipo C4.

Una possibile sinapomorfia anatomica, per questa tribù, è data dal contorno irregolare della guaine.
Qui sono elencate alcune sinapomofie relative alle singole sottotribù:
- Anthephorinae: le glume inferiori sono minuscole o assenti; il gene ndhF del cloroplasto ha una caratteristica delezione di 18 bp; il ciclo fotosintetico è del tipo C4 è caratterizzato da una guaina a fascio singolo.
- Boivinellinae:  le ligule sono spesso assenti; alcune spighette sono sotterranee e cleistogame; le glume e i lemmi superiori hanno entrambi gli apici crestati, smussati, duri e compressi lateralmente e sono di colore verdastro; sia il lemma superiore e la palea sono ricoperti da piccoli peli appressati.
- Cenchrinae: sono presenti delle ramificazioni primarie, secondarie e / o terziarie che terminano in un apice sterile o in una setola. Le setole sono state interpretate in modo diverso, ma i dati sullo sviluppo e sull'espressione genica mostrano che sono rami sterili.
- Dichantheliinae: le foglie basali formano delle rosette invernali.
- Melinidinae:  l'infiorescenza è composta da 1 o 2 spighette bisessuali prossimali, e altre spighette staminate distali; le spighette staminate, su pedicelli bulbosi, sono decidue; a maturità la porzione staminata dell'infiorescenza si ripiega sulla parte bisessuale e racchiude il frutto.
- Neurachninae: il mesofillo delle foglie si presenta con clorenchima a forma radiata.

Il cladogramma seguente, tratto dallo studio citato, mostra una possibile configurazione filogenetica della tribù.
|  | Boivinellinae   |
|  |                 |
|  | Dichantheliinae |
|  |                 |

|  | Cenchrinae                                                |
|  |                                                           |
|  | \| \| Melinidinae \| \| \| \| \| \| Panicinae \| \| \| \| |
|  |                                                           |
|  | Melinidinae                                               |
|  |                                                           |
|  | Panicinae                                                 |
|  |                                                           |

|  | Melinidinae |
|  |             |
|  | Panicinae   |
|  |             |

|  | Cenchrinae                                                |
|  |                                                           |
|  | \| \| Melinidinae \| \| \| \| \| \| Panicinae \| \| \| \| |
|  |                                                           |
|  | Melinidinae                                               |
|  |                                                           |
|  | Panicinae                                                 |
|  |                                                           |

|  | Melinidinae |
|  |             |
|  | Panicinae   |
|  |             |

|  | Boivinellinae   |
|  |                 |
|  | Dichantheliinae |
|  |                 |

|  | Cenchrinae                                                |
|  |                                                           |
|  | \| \| Melinidinae \| \| \| \| \| \| Panicinae \| \| \| \| |
|  |                                                           |
|  | Melinidinae                                               |
|  |                                                           |
|  | Panicinae                                                 |
|  |                                                           |

|  | Melinidinae |
|  |             |
|  | Panicinae   |
|  |             |

|  | Cenchrinae                                                |
|  |                                                           |
|  | \| \| Melinidinae \| \| \| \| \| \| Panicinae \| \| \| \| |
|  |                                                           |
|  | Melinidinae                                               |
|  |                                                           |
|  | Panicinae                                                 |
|  |                                                           |

|  | Melinidinae |
|  |             |
|  | Panicinae   |
|  |             |

|  | Boivinellinae   |
|  |                 |
|  | Dichantheliinae |
|  |                 |

|  | Cenchrinae                                                |
|  |                                                           |
|  | \| \| Melinidinae \| \| \| \| \| \| Panicinae \| \| \| \| |
|  |                                                           |
|  | Melinidinae                                               |
|  |                                                           |
|  | Panicinae                                                 |
|  |                                                           |

|  | Melinidinae |
|  |             |
|  | Panicinae   |
|  |             |

|  | Cenchrinae                                                |
|  |                                                           |
|  | \| \| Melinidinae \| \| \| \| \| \| Panicinae \| \| \| \| |
|  |                                                           |
|  | Melinidinae                                               |
|  |                                                           |
|  | Panicinae                                                 |
|  |                                                           |

|  | Melinidinae |
|  |             |
|  | Panicinae   |
|  |             |

|  | Boivinellinae   |
|  |                 |
|  | Dichantheliinae |
|  |                 |

|  | Cenchrinae                                                |
|  |                                                           |
|  | \| \| Melinidinae \| \| \| \| \| \| Panicinae \| \| \| \| |
|  |                                                           |
|  | Melinidinae                                               |
|  |                                                           |
|  | Panicinae                                                 |
|  |                                                           |

|  | Melinidinae |
|  |             |
|  | Panicinae   |
|  |             |

|  | Cenchrinae                                                |
|  |                                                           |
|  | \| \| Melinidinae \| \| \| \| \| \| Panicinae \| \| \| \| |
|  |                                                           |
|  | Melinidinae                                               |
|  |                                                           |
|  | Panicinae                                                 |
|  |                                                           |

|  | Melinidinae |
|  |             |
|  | Panicinae   |
|  |             |